# Alf Fields
Alf Fields (Canning Town, 15 november 1918 – 14 november 2011) was een Engels voetballer. Fields spendeerde zijn gehele professionele carrière bij Arsenal FC, maar een combinatie van de Tweede Wereldoorlog, knieproblemen en de aanwezigheid van Leslie Compton binnen de club zorgden ervoor dat hij slechts negentien keer op het veld stond. Compton speelde op dezelfde positie als Fields, maar was toen laatstgenoemde zijn contract tekende bij Arsenal in 1936 al een vaste waarde voor de club. Fields maakte zijn debuut in 1939 in een wedstrijd tegen Blackpool FC die eindigde op 1-0. Ondanks zijn beperkte succes in de A-kern speelde hij wel 110 wedstrijden bij de reserven. De aanhoudende knieproblemen zorgden voor een gedwongen contractbreuk in september 1952. 
Na zijn professionele carrière ging hij aan de slag als trainer bij de jeugdploegen van Arsenal. In november 1983, op 65-jarige leeftijd, ging hij uiteindelijk op pensioen. 
Hij overleed op 14 november 2011, één dag voor zijn 93e verjaardag.